# Nil (Syčjov)
Nil (světským jménem: Andrej Nikolajevič Syčjov; * 19. dubna 1964 Roganovka) je ruský duchovní Ruské pravoslavné církve a biskup muromský a vjaznikovský.

## Život
Narodil se 19. dubna 1964 ve vesnici Roganovka Gorkovské oblasti.
V letech 1982–1984 byl ponomarem chrámu svatého Mikuláše ve vesnici Lopatino. Roku 1983 dokončil Sergačskou střední školu a v letech 1984–1986 sloužil v řadách Sovětské armády.
Byl hypodiákonem a komandantem vladimirské eparchiální správy.
Dne 2. června 1986 byl arcibiskupem Serapionem (Fadějevem) postřižen na rjasofora a 24. června na monacha s mnišským jménem Nil na počest svatého Nila Sorského.
Dne 17. července 1986 byl rukopoložen na hierodiakona a 19. srpna na jeromonacha. Stal se představeným chrámu Vladimirské ikony Matky Boží biskupského domu ve Vladimiru.
Roku 1986 mu bylo uděleno právo nosit nabedrennik a na Velikonoce 1987 náprsní kříž. Roku 1988 byl povýšen na igumena.
Dne 8. září 1988 byl povýšen na archimandritu s právem nosit epigonation, kříž s ozdobami a mitru.
Dne 26. října 1990 byl zařazen do vladimirské Eparchie a právem přechodu do tambovské eparchie. Stal se osobním sekretářem biskupa tambovského a mičurinského Jevgenije (Ždana).
Dne 1. května 1991 přešel do vladimirské eparchie. Zde byl jmenován ekonomem Lukianovy pustyně ve vesnici Lukjancevo.
Dne 23. února 1993 byl jmenován představeným Smolenské Zosimovy pustyně.
V letech 1996–2001 byl blagočinným monastýrů vladimirské eparchie.
Na Velikonoce 1997 získal právo sloužit liturgii s otevřenými carskými vraty do Cherubínské písně a na Velikonoce roku 2002 s otevřenými vraty do modlitby Otčenáš.
Dne 9. října 2001 byl jmenován blagočinným monastýrů Vladimirského okruhu.
Dne 17. července 2001 se stal představeným monastýru Narození přesvaté Bohorodice ve Vladimiru.
Byl členem eparchiální a monastýrské rady, sekretářem monastýrů vladimirské eparchiální správy.
Roku 2005 dokončil dálkové studium Vladimirského duchovního semináře a Vladimirské státní univerzity, kde se věnoval studiu psychologie.
Roku 2006 se stal vedoucím oddělení dálkové studia Vladimirského duchovního semináře a dále působil jako různých pozicích v eparchiální správě.
Dne 16. března 2012 jej Svatý synod zvolil biskupem muromským a vikáře vladimirské eparchie.
Dne 23. dubna 2012 byl oficiálně jmenován biskupem a 2. května proběhla v chrámu Vzkříšení monastýru Pokrova přesvaté Bohorodice v Moskvě jeho biskupská chirotonie. Světiteli byli patriarcha moskevský Kirill, metropolita saranský a mordovský Varsonofij (Sudakov), metropolita tulský a jefremovský Alexij (Kutěpov), metropolita jekatěrinburský a věrchoturský Kirill (Nakoněčnyj), arcibiskup vladimirský a suzdalský Jevlogij (Smirnov), arcibiskup kurský a rylský German (Moralin), biskup solněčnogorský Sergij (Čašin), biskup bălţijský a făleştijský Marchel (Mihăescu) a biskup nižnětagilský a serovský Innokentij (Jakovlev).
Dne 16. července 2013 byl ustanoven biskupem muromským a vjaznikovským.
Dne 2. října 2013 byl potvrzen ve funkci archimandrity monastýru Proměnění Páně v Muromu a 17. července 2020 monastýru Zvěstování přesvaté Bohorodice v Muromu.